# Interrupteur de position
Les interrupteurs de position mécaniques peuvent aussi être appelés « Détecteur de position » et « Interrupteur de fin de course ».
Ils coupent ou établissent un circuit lorsqu'ils sont actionnés par un organe mobile.
La détection s’effectue par contact d’un objet extérieur sur le levier ou un galet. Ce capteur peut prendre alors deux états :
- Enfoncé (en logique  positive l'interrupteur est fermé).
- Relâché pour la logique de tous

## Constitution
Les interrupteurs de position sont constitués de trois éléments de base :
- Une tête de commande avec son dispositif d'attaque (1) ;
- Un corps (2) ;
- Un contact électrique (3).

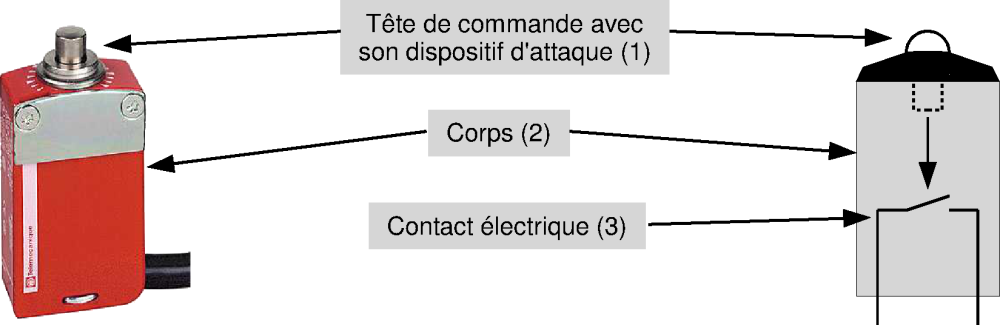
Interrupteur de position

L'interrupteur de position détecte un objet à partir ou celui déplace le dispositif d'attaque, le mouvement engendré provoque la fermeture du contact électrique situé dans le corps du capteur.

## Application
- Butée de fin de course : ascenseur, barrière automatique...
- détection de mouvement : souris, joystick,manette